# توباك شاكور
توباك شاكور (Tupac Shakur) هو مغني راب، شاعر، وممثل أمريكي يعتبر واحدًا من أبرز الأسماء في تاريخ الموسيقى الأمريكية، وخاصة في ثقافة الهيب هوب. وُلد في 16 يونيو 1971 في مدينة نيويورك، وتوفي في 13 سبتمبر 1996 في لاس فيغاس، نيفادا.

## بداية النهاية
نهاية حياة توباك شاكور كانت واحدة من أكثر الحوادث إثارة للجدل والغموض في تاريخ الفن والموسيقى، وما زالت محل تساؤلات حتى اليوم. توفي توباك في 13 سبتمبر 1996، عن عمر يناهز 25 عامًا، بعد أن تم إطلاق النار عليه في حادث درامي في مدينة لاس فيغاس. إليك التفاصيل الدقيقة لنهاية حياته:
1. حادثة إطلاق النار:
في 7 سبتمبر 1996، كان توباك في طريقه إلى عرض بوكس في لاس فيغاس مع صديقه سوسيدوج (Suge Knight)، رئيس شركة التسجيلات Death Row Records. بينما كانا يستقلان سيارة بي إم دبليو سوداء، تعرضت السيارة لإطلاق نار من سيارة أخرى متوقفة بجانبهم.
تم إطلاق أكثر من 12 رصاصة على السيارة، وكانت الطلقات تستهدف توباك بشكل مباشر. تم إصابته بأربع طلقات نارية، واحدة في صدره واثنتان في ذراعه، وأخرى في فخذه.
على الرغم من إصابته الشديدة، تم نقله إلى المستشفى حيث تم إدخاله في حالة حرجة. وكان لديه وعي عندما وصل إلى المستشفى، وتمكن من التواصل مع الأطباء والشرطة، لكنه ظل في حالة حرجة.
2. الأيام الأخيرة في المستشفى:
تم نقل توباك إلى مستشفى University Medical Center في لاس فيغاس، حيث أُجريت له عدة عمليات جراحية. لكن حالته كانت صعبة للغاية.
في الأيام التالية للحادث، حاول الأطباء إنقاذ حياته، ولكن إصاباته كانت بالغة جدًا.
في 13 سبتمبر 1996، بعد ستة أيام من الهجوم، توفي توباك متأثرًا بجراحه. كان وقت وفاته حوالي الساعة 4:03 صباحًا بتوقيت لاس فيغاس.
خلال هذه الفترة، قيل إنه كانت هناك محاولات لتحسين حالته الصحية، لكن الأطباء لم يستطيعوا إنقاذه بسبب تعقيد الإصابة.
3. التحقيقات والجدل:
الحادث أثار الكثير من الجدل والتكهنات، وكان هناك العديد من النظرية حول من يقف وراء محاولة اغتياله.
نظرية العصابات: أحد أبرز التفسيرات كان أن قتل توباك كان جزءًا من صراع بين العصابات في لوس أنجلوس، خاصةً مع شائعات حول تورط عصابات مثل Crips وBloods. كان هناك صراع محتدم في تلك الفترة بين الفنانين مثل توباك وThe Notorious B.I.G. (بي جي) الذين كانوا يمثلون طرفين مختلفين في هذا الصراع.
نظرية الخلافات داخل صناعة الموسيقى: هناك أيضًا من يعتقد أن القتل كان نتيجة لصراعات داخلية في صناعة الهيب هوب، خاصةً بين توباك وSuge Knight، رئيس شركة Death Row Records، الذي كان معه وقت الحادث. كان هناك توتر بين توباك وKnight في الفترة التي تلت الحادث، مما جعل البعض يعتقد أن الصراع داخل صناعة الموسيقى قد يكون قد لعب دورًا في الحادث.
نظرية عن القتل المأجور: من بين النظريات الأخرى أن توباك كان ضحية لعملية قتل مدفوعة من قبل أطراف أرادت التخلص منه بسبب نشاطاته وحياته المتقلبة.
4. موت توباك في سياق صراعات موسيقية:
كانت توباك وThe Notorious B.I.G. في ذلك الوقت في خضم صراع معروف بين الساحلين الشرقي والغربي في الولايات المتحدة، حيث كان توباك يمثل الساحل الغربي في الهيب هوب، بينما كان بي جي يمثل الساحل الشرقي.
البعض يعتقد أن توباك وبي جي كانا ضحيتين لهذا الصراع الدموي بين فرق الهيب هوب المتنافسة، مما أدى إلى حوادث مؤسفة مثل مقتله.
الجدير بالذكر أن بي جي (Notorious B.I.G.) تم قتله بعد حوالي ستة أشهر من مقتل توباك، في مارس 1997، ما أضاف مزيدًا من الغموض حول علاقة مقتل الاثنين.
5. التحقيقات والنتائج الرسمية:
رغم العديد من التحقيقات في مقتل توباك، لم يتم تحديد الجاني بشكل رسمي، ولا تزال القضية مفتوحة. الشرطة في لاس فيغاس لم تتمكن من الوصول إلى تفاصيل قاطعة حول المهاجمين أو الدوافع.
ظهرت العديد من الأقاويل والشائعات بعد موته حول تورط أشخاص مختلفين في الحادث، لكن لم يتم تقديم أي دليل دامغ على ذلك.
في السنوات التي تلت مقتله، استمرت العديد من الوثائقيات والكتب في التحدث عن الحادث وتقديم نظريات مختلفة.
6. إرثه بعد الوفاة:
على الرغم من وفاته المبكرة، ترك توباك إرثًا ضخمًا في عالم الموسيقى والثقافة الشعبية. ألبوماته التي صدرت بعد وفاته، مثل "The Don Killuminati: The 7 Day Theory" (1996)، و**"R U Still Down?"** (1997)، حققت نجاحًا كبيرًا.
لقد أصبح توباك رمزًا للهيب هوب، وللأشخاص الذين يؤمنون بحرية التعبير. رسائله حول الفقر، العنصرية، والظلم الاجتماعي استمرت في التأثير على الأجيال اللاحقة.
كما أن وفاته كانت نقطة تحول في ثقافة الهيب هوب بشكل عام، حيث أصبح مقتل توباك أحد أبرز الأحداث التي تسببت في تغيير الطريقة التي يتم بها التعامل مع المشهد الموسيقي.
7. الأسطورة والماضي الغامض:
هناك من يعتقد أن توباك لم يمت فعلاً، وأنه قد "هرب" من الشهرة والحياة التي كان يعيشها ليعيش حياة جديدة بعيدًا عن الأضواء. لكن هذا مجرد جزء من الأساطير التي تحيط بحياته ومماته.
إن وفاة توباك شاكور تركت العديد من الأسئلة دون إجابة، ولا تزال موضوعًا للعديد من النظريات والأقاويل حتى اليوم، مما يجعلها واحدة من أكثر الحوادث شهرة وغموضًا في تاريخ الموسيقى الأمريكية.

## إلاغتيال
اُغتيل توباك على طريقة Drive-by shooting التي ابتدعت في العشرينات، حيث كان بصحبة شوغ نايت في سيارة بي إم دبليو موديل BMW 96 حين توقفت بجواره سيارة كاديلاك بيضاء بها أربعة أو خمسة أفراد وبدأ الجالس على المقعد الخلفي من جهة توباك إطلاق النار بشكل مكثف وكان ذلك في اليوم السابع من سبتمبر سنة 1996.
أطلق المعتدي وابلاً من الرصاص، اخترقت واحدة كتف توباك، وواحدة أخرى فخذه، والحوض وأخرى اخترقت صدره وأصابت رئته اليمنى - وقد تم استئصالها لاحقاً - لاذت السيارة بالفرار ولم يعرف حتى الآن قاتل توباك وهناك عدة إتهامات من أنصار توباك لمغني الساحل الشرقي بقتله وأيضاً اتهم سنوب دوغ من أحد الأصدقاء المقربين لتوباك في ذلك الحين والسبب أنه كان يغار من أرباح توباك ونجوميته الكبيرة حول العالم كله ولكن مكتب التحقيقات الفدرالي لم يستطع إثبات شيء.
كثير من أغاني توباك تنبأ فيها بشكل غريب بنهايته هو شخصياً ولعل أبرزها «لست غاضباً منك» "I Ain't Mad At Cha"و«فقط الرب يستطيع أن يحكمني» " Only God Can Judge Me " وأيضاً «شبح» "Ghost ".
تم نقل توباك إلى المستشفى حيث مكث من يوم 7 سبتمبر حتى يوم رحيله 13 سبتمبر عام 1996. لم يُقم لتوباك مراسم دفن وعزاء مع العلم أنه بالتحديد في ذلك العام اعتبر الشخصية الأبرز. أسرار وفاته لا تزال لغزاً محيراً ليومنا هذا.. في أغنية Life Goes On تكلم توباك عن موته وجنازته ويقول أنه سيعود من جديد وهي الأغنية التي أصدرت بعد 7 أشهر من مماته.

### ملاحقة المجرمين
في 29 سبتمبر 2023، ذكرت وكالة أسوشيتد برس أن شرطة لاس فيغاس ألقت القبض على المشتبه به، دوان ديفيس الملقب بـ""كيفي دي"، بتهمة قتل شاكور. وكانت الشرطة قد أصدرت قبل شهرين مذكرة تفتيش لمنزل زوجته في ضاحية هندرسون في لاس فيغاس. وحسب الشرطة فإن ديفيس كان مدبر اغتيال شاكور وقائد الجماعة التي نفذت الاغتيال في سبتمبر عام 1996. و لكن في الاونة الاخيرة اتضح ان مغني الراب الامريكي P didd هو مرتبط بمقتل توباك شاكور فقد اعط مليون دولار الى حارسه الشخصي Keefe D لاغتيال المغني توباك شاكور

## ألبوماته
| 'الألبومات الصادرة قبل رحيله'                          | 'الألبومات الصادرة بعد رحيله'                                                                      |
| ------------------------------------------------------ | -------------------------------------------------------------------------------------------------- |
| 2Pacalypse Now (عام 1999) إنتاج 1992                   | R U Still Down? (Remember Me) (عام 1997) إنتاج 1995                                                |
| Strictly 4 My N.I.G.G.A.Z (عام 1993)                   | 2Pac's Greatest Hits (عام 1998) مجموعة من منتقاه من أغانيه                                         |
| Thug Life: Thug Life Vol. 1 (عام 1993)                 | Still I Rise (عام 1999)                                                                            |
| Me Against the World (عام 1995)                        | The Rose that Grew from Concrete (عام 2000) مجموعة من أشعاره بأصوات مغنيين آخرين                   |
| All Eyez on Me (عام 1996)                              | Until the End of Time (عام 2001)                                                                   |
| Makaveli: The Don Killuminati: 7 Day Theory (عام 1996) | Better Dayz (عام 2002)                                                                             |
|                                                        | Tupac: Resurrection (OST) (عام 2003) ساوندتراك للفيلم الذي يؤرخ حياته                              |
|                                                        | Nu-Mixx Klazzics (عام 2003) مجموعة من الريمكسات لأشهر أغانيه                                       |
|                                                        | 2Pac Live (عام 2004) مجموعة أغاني من حفلاته                                                        |
|                                                        | Loyal to the Game (عام 2004) مجموعة من الأغاني التي تنشر لأول مرة                                  |
|                                                        | The Rose, Vol. 2 (عام 2005) مجموعة من أشعاره بأصوات مغنيين آخرين                                   |
|                                                        | Live at the House Of Blues (عام 2005) مجموعة من الأغاني الريمكس                                    |
|                                                        | Thug life Vol.2(عام 2005) مجموعة من الريمكسات والدويتوهات                                          |
|                                                        | PAC'S LIFE (عام 2006) مجموعة مشكلة من أغاني تسمع لأول مرة وأغاني تصدر بتوزيعات حديثة مع مغنيين جدد |
| killuminate (عام 2012)                                 | ألبوم قاتل المتنورين (عام 2012)                                                                    |

## أفلام
لتوباك عدة أفلام متوسطة السمعة والنجاح، لعل أشهرها فلم «جوس» "Juice"، والذي أنتج عام 1992. كما استغلت بعض شركات الإنتاج شهرته الساحقة وكثرة محبيه ومعجبيه حول العالم حتى يومنا هذا وتناولت أفلام عديدة قصة حياته بعد وفاته أشهرها Biggie & Tupac (أنتج عام 2002)و Tupac: Resurrection (أنتج عام 2003)و Live 2 Tell (أنتج عام 2006)
- Nothing But Trouble (عام 1994)
- Juice (عام 1992)
- Poetic Justice (عام 1997)
- Above the Rim (عام 1994)
- Bullet (عام 1998)
- Gridlock'd (عام 1997)
- Gang Related (عام 1997)
- Biggie & Tupac (عام 2007)
- Tupac: Resurrection (عام 2000)
- Live 2 Tell (عام 2001)
- All eyez on me (عام 2017)

## وصلات خارجية
- توباك شاكور على موقع IMDb (الإنجليزية)
- توباك شاكور على موقع ميتاكريتيك (الإنجليزية)
- توباك شاكور على موقع ميتاكريتيك (الإنجليزية)
- توباك شاكور على موقع الموسوعة البريطانية (الإنجليزية)
- توباك شاكور على موقع روتن توميتوز (الإنجليزية)
- توباك شاكور على موقع قاعدة بيانات الأفلام العربية
- توباك شاكور على موقع ألو سيني (الفرنسية)
- توباك شاكور على موقع ميوزك برينز (الإنجليزية)
- توباك شاكور على موقع ميوزك برينز (الإنجليزية)
- توباك شاكور على موقع ميوزك برينز (الإنجليزية)
- الموقع الرسمي